# Hirschberg (Turingia)
Hirschberg è una città di 2 110 abitanti della Turingia, in Germania.
Appartiene al circondario della Saale-Orla (targa SOK) ed è indipendente dalle comunità amministrative (Verwaltungsgemeinschaft).